# Hyundai Palisade
Hyundai Palisade — повнорозмірний кросовер, що випускається південнокорейською компанією Hyundai.

## Перше покоління (2018―2025)

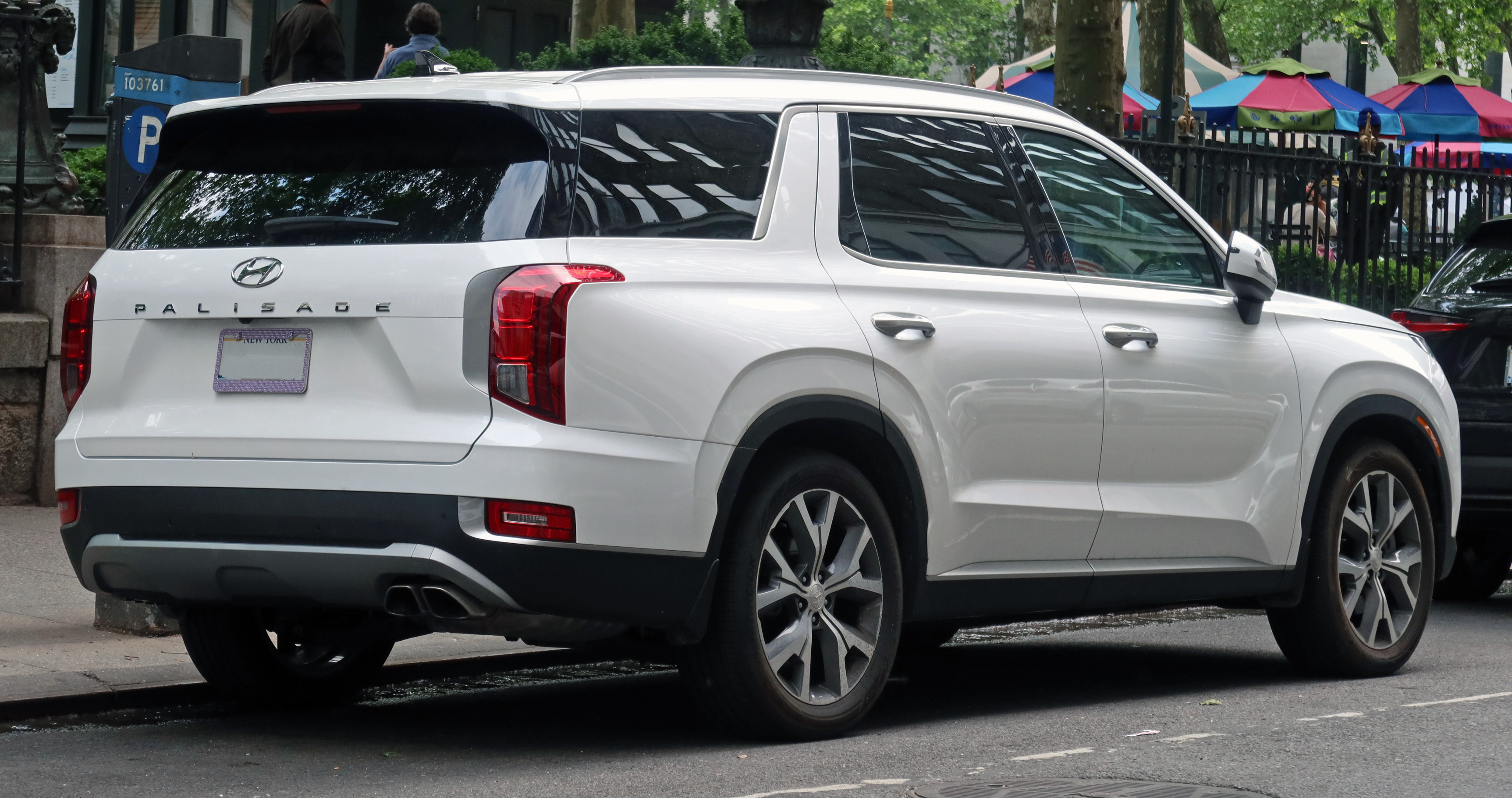
Hyundai Palisade

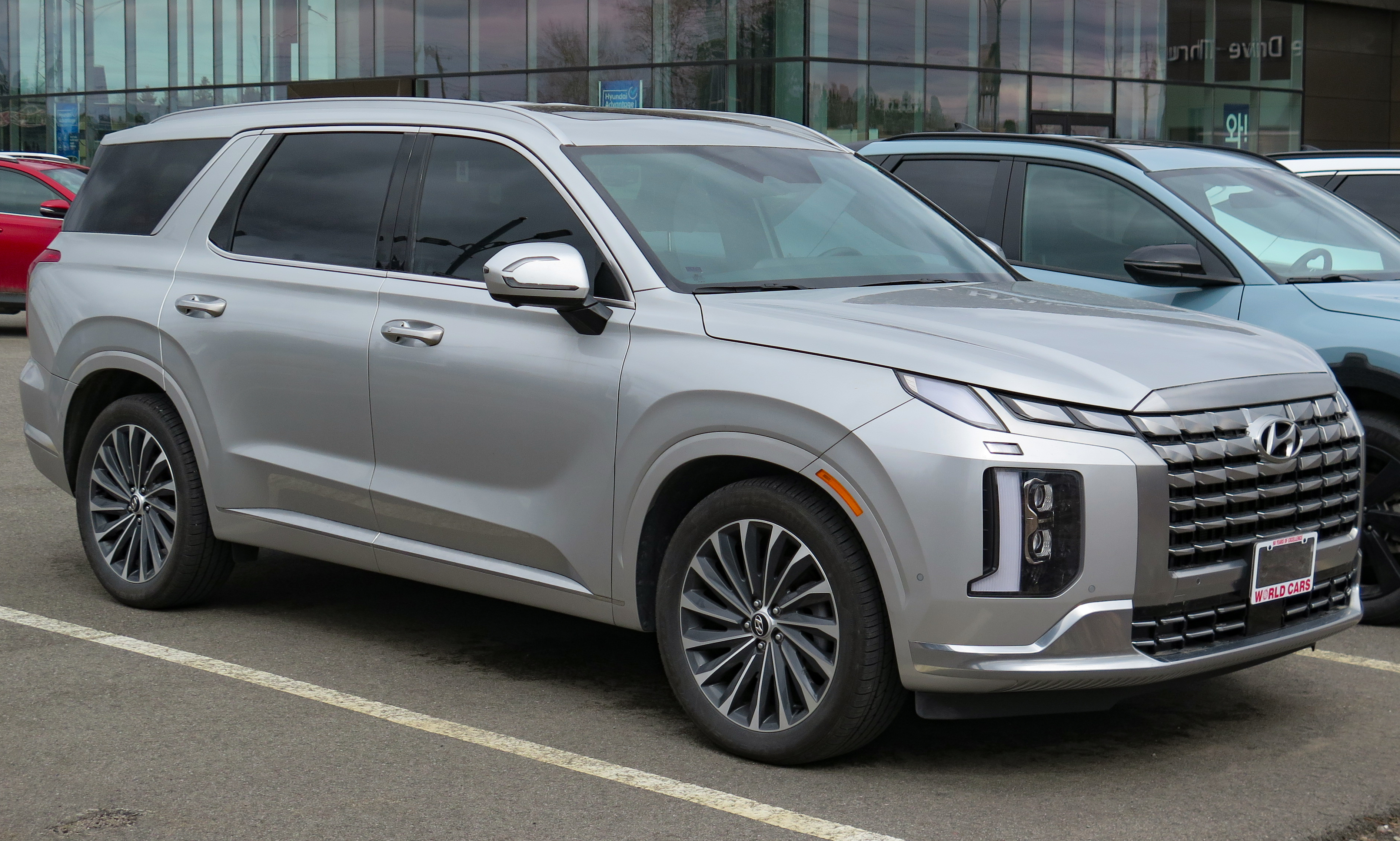
Hyundai Palisade (з 2022)

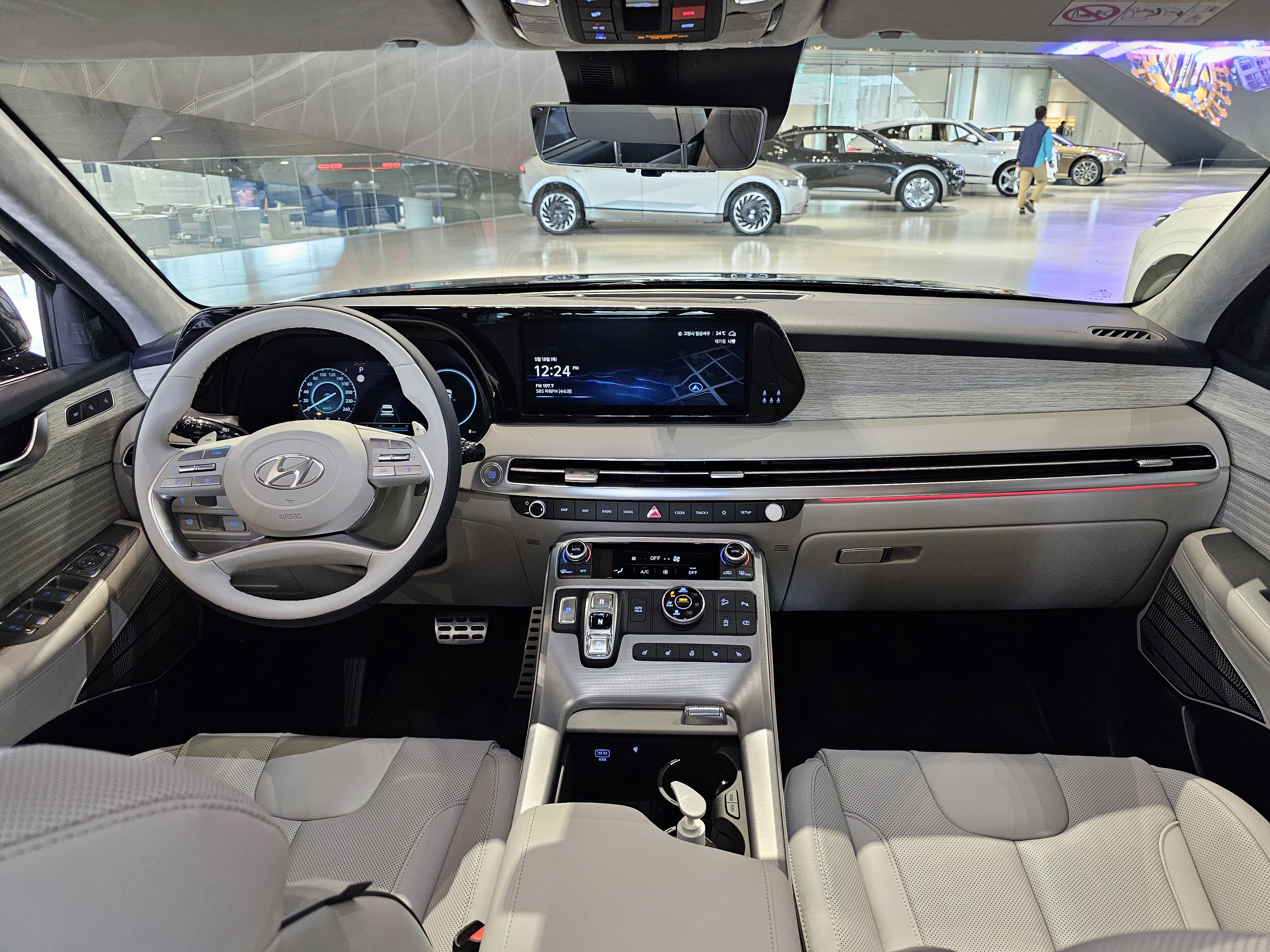

За розмірами новинка значно перевершує семимісний Hyundai Grand Santa Fe, який він покликаний замінити. Довжина - 4981 мм (+76), ширина - 1976 (+91), висота - 1750 (+65), колісна база - 2900 мм (+300). Виробляти модель буде корейський завод місті в Ульсані.
Hyundai Palisade отримав повний привод HTRAC, бензиновий атмосферний 3.8(391 к.с., 423 Нм) і девятиступінчасту АКПП.
В салоні, який у дорогих версій оброблений шкірою Nappa, передбачені дві посадочні формули: 2+2+3 і 2+3+3. Всі три ряди сидінь з електроприводами. Крісла другої лінії навіть можуть вентилюватися. Є десять USB-портів, 30 підстаканників!, внутрішній зв'язок водія з пасажирами через динаміки, розумна система розподілу потоків повітря з дифузором в даху. Функція Rear Occupant Alert не дозволить нічого (і нікого) забути на задніх рядах. Якщо ж там, наприклад, сплять діти, то на виручку прийде Rear Speed Mode, вимикає все аудіо в задній частині.
При відкритті дверки водія автоматично включається паркінг. Коли активований поворотник, система Blind View Monitor транслює на приборку зображення з бічних камер. До медиацентру Blue Link одночасно під'єднуються по Bluetooth два пристрої. Список засобів безпеки теж значний. У ньому поряд з автоматичним гальмуванням і моніторингом за все і вся присутня, наприклад, помічник при виході з автомобіля (Safe Exit Assist), який при спробі відкрити двері попереджає про загрози звуком або відчиняє замки.
У 2024 році Hyundai Palisade отримав нову топову комплектацію Calligraphy Night Edition з темними елементами стилю кузова. 

### Версії
- SE
- SEL
- SEL Plus
- Limited
- Ultimate
- Super Sport

### Двигуни
- 3.5 L Lambda II MPI V6 277 к.с. 335 Нм
- 3.8 L Lambda II Atkinson cycle GDI V6 295 к.с., 355 мм
- 2.2 L R-Line (D4HB) CRDi VGT I4 (diesel) 193/202 к.с. 441 Нм

## Друге покоління (з 2025)

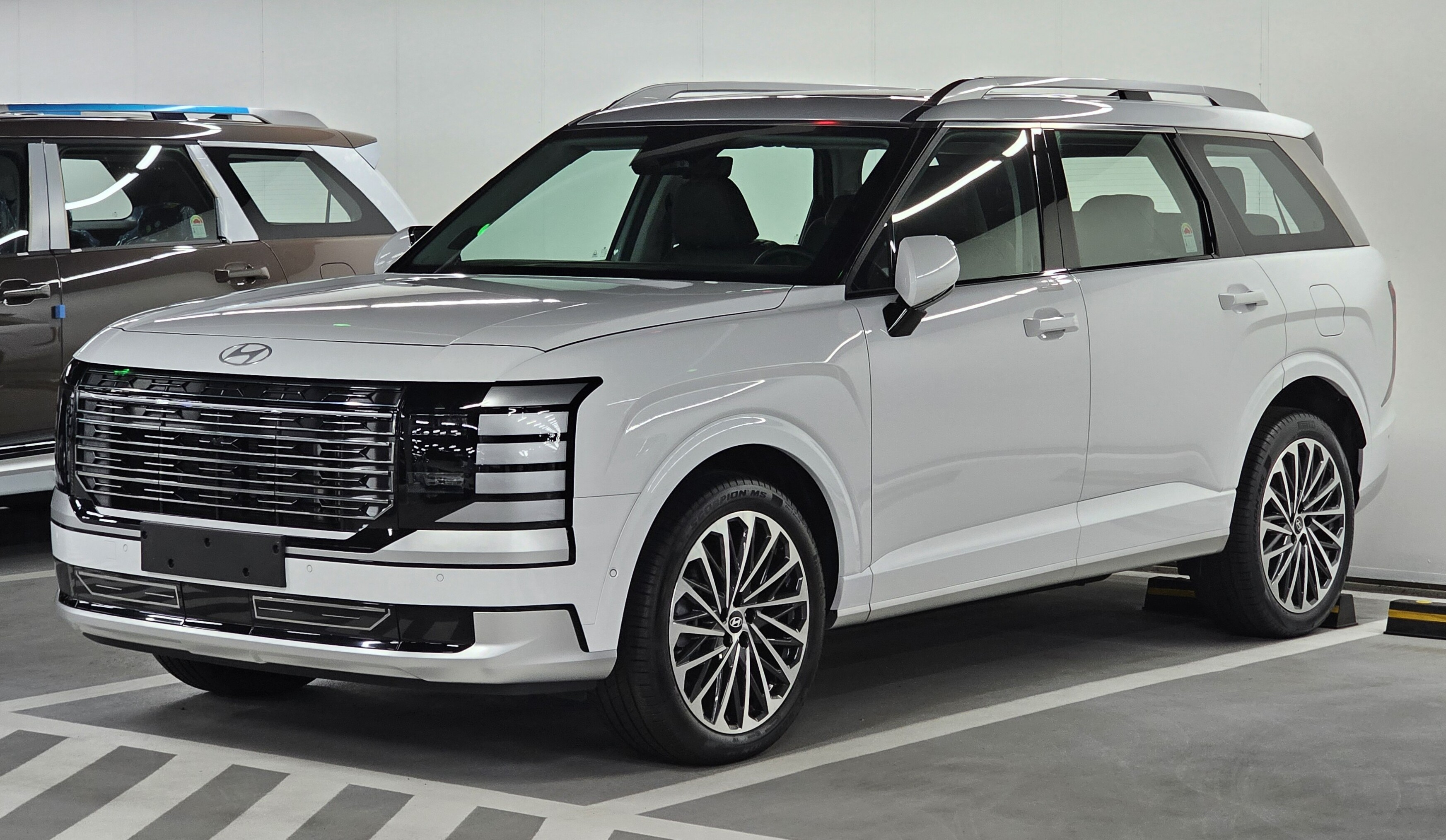
Hyundai Palisade

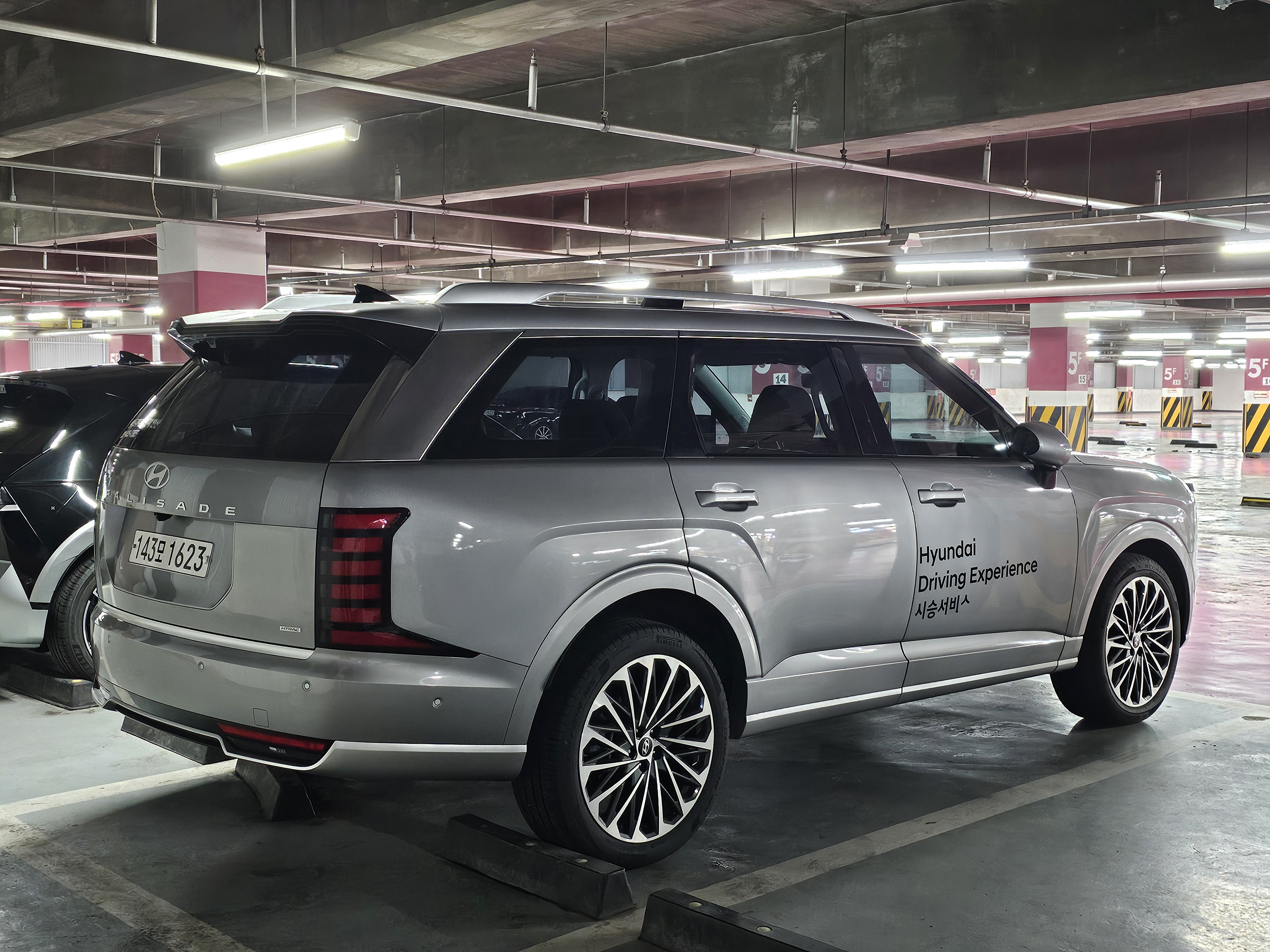

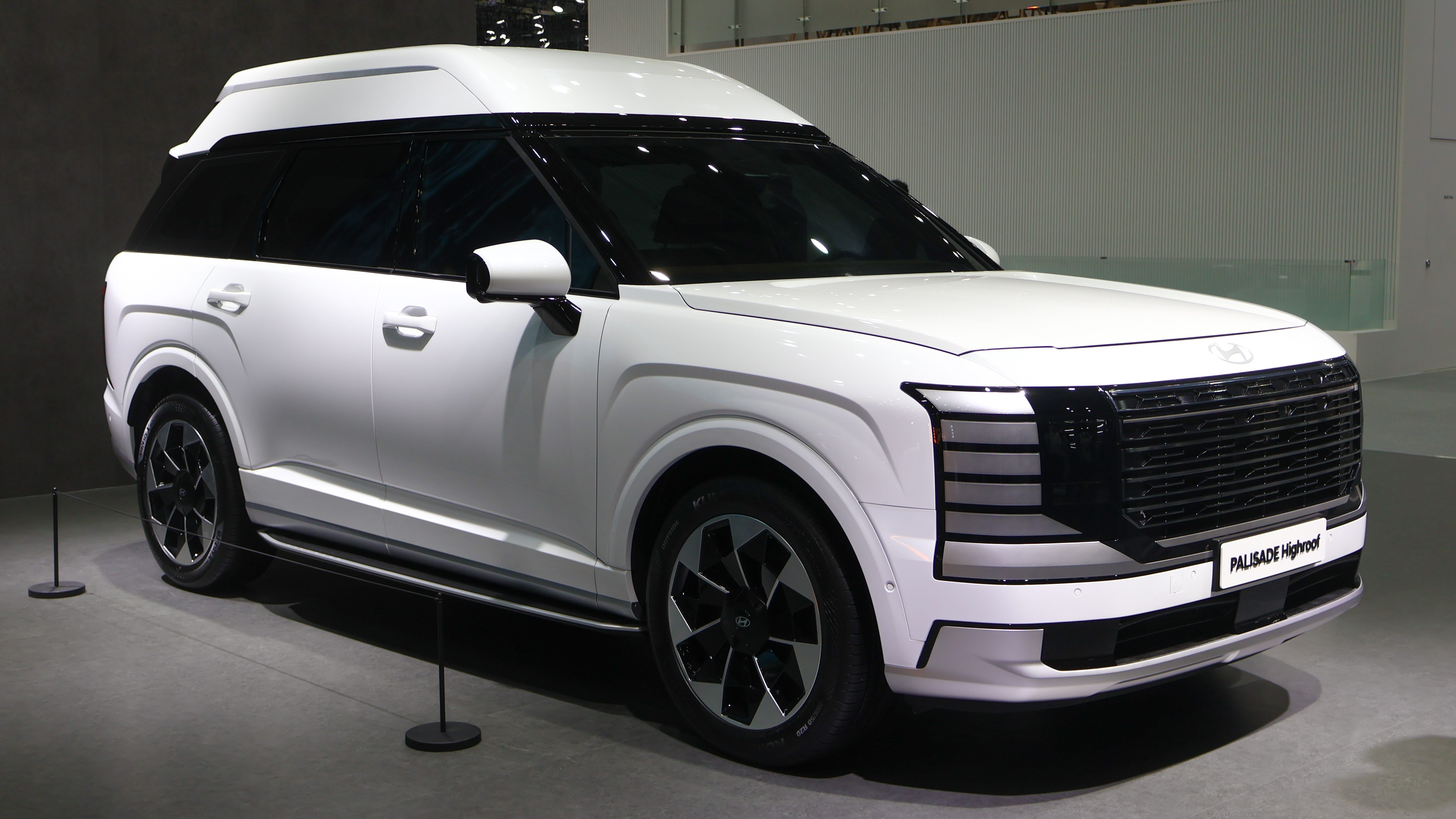
Hyundai Palisade LX3 Highroof

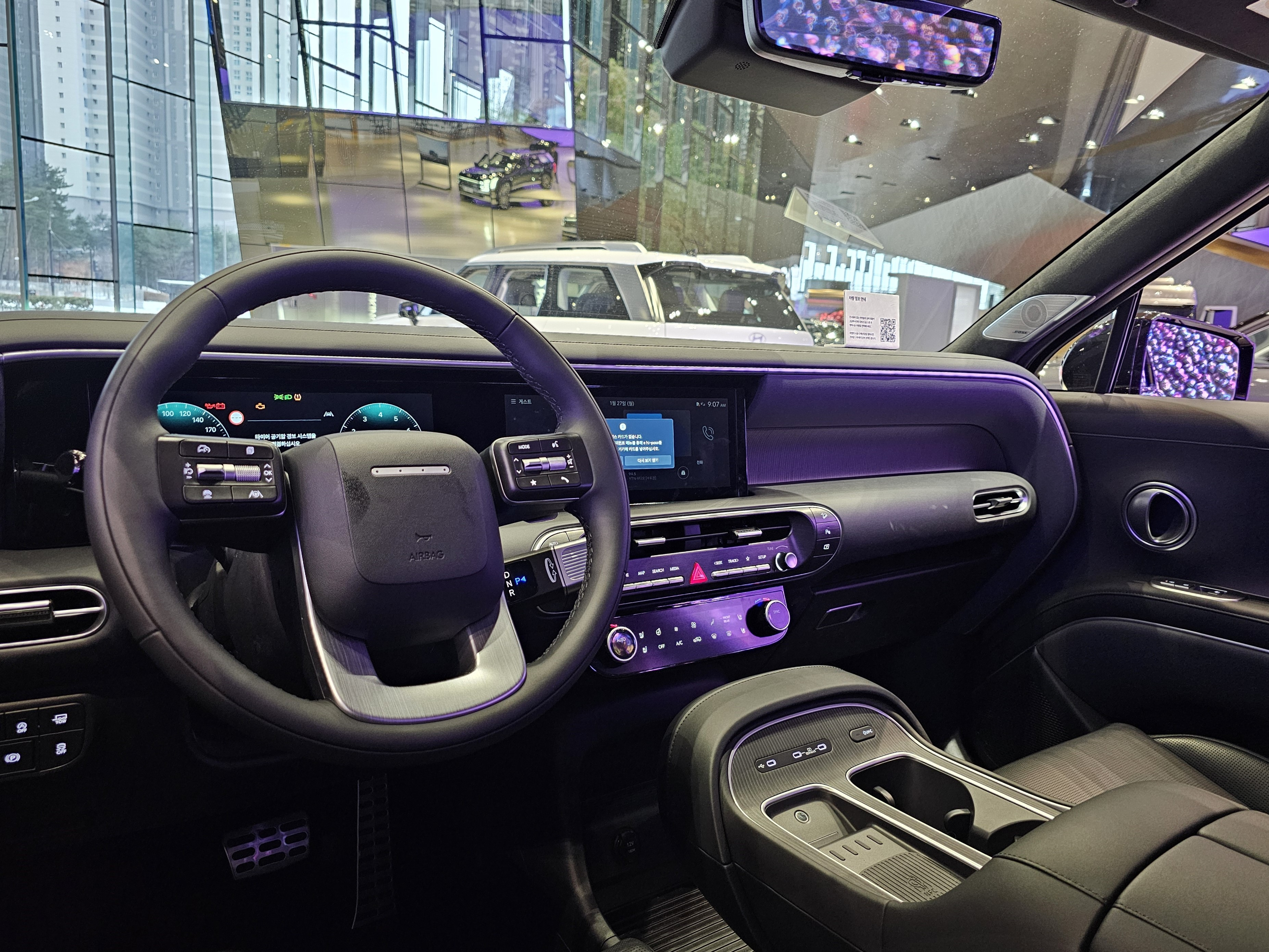

Друге покоління Palisade було представлено 6 грудня 2024 року. Попередні замовлення почалися 20 грудня 2024 року, а поставки в Південну Корею, почалися в січні 2025 року.
Palisade має квадратну форму для зовнішнього оформлення. Елементи зовнішнього дизайну включають вертикальні прямокутні світлодіодні фари зі світлодіодними ДХО та тонку світлодіодну смужку у верхній частині решітки радіатора, сріблясту обробку D-стійки збоку, задня панель має мінімалістичний дизайн, вертикальні задні ліхтарі нагадують фари, задній склоочисник захований під спойлером на даху та штучна захисна накладка в нижній частині задньої частини. бампер із прибраними вихлопними трубами. Palisade має подовжену колісну базу порівняно зі своїм попередником, з коротшим переднім звисом і розтягнутим заднім звисом.

### Двигуни
Бензинові:
- 2.5 L Smartstream G2.5 T-GDi I4
- 3.5 L Smartstream G3.5 GDi V6

hybrid:
- 2.5 L Smartstream G2.5 T-GDi Hybrid I4

## Продажі
| рік  | США    | Канада | Пд. Корея | Австралія | Індонезія | Глобальні |
| ---- | ------ | ------ | --------- | --------- | --------- | --------- |
| 2019 | 28,736 | 3,845  | 52,299    |           |           | 107,514   |
| 2020 | 82,661 | 7,279  | 64,791    |           |           | 157,133   |
| 2021 | 86,539 | 6,739  | 52,338    | 3,720     | 1,442     | 157,688   |
| 2022 | 82,688 | 6,324  | 49,737    | 4,000     | 1,648     | 151,427   |
| 2023 | 89,509 | 7,173  | 41,093    | 3,770     | 2,794     | 166,061   |